# Boxing (filme)
Boxing é um filme mudo estadunidense em curta-metragem de 1892, dirigido por William K.L. Dickson para o Edison Studios, de Thomas Edison. Apesar de encontrar-se em domínio público, hoje é considerado um filme perdido. De acordo com o IMDb, ele nunca chegou a ser exibido ao público. No entanto, alguns frames selecionados chegaram a ser publicados no jornal The Phonogram em 1892.